# Brunnen Saint-Aubert

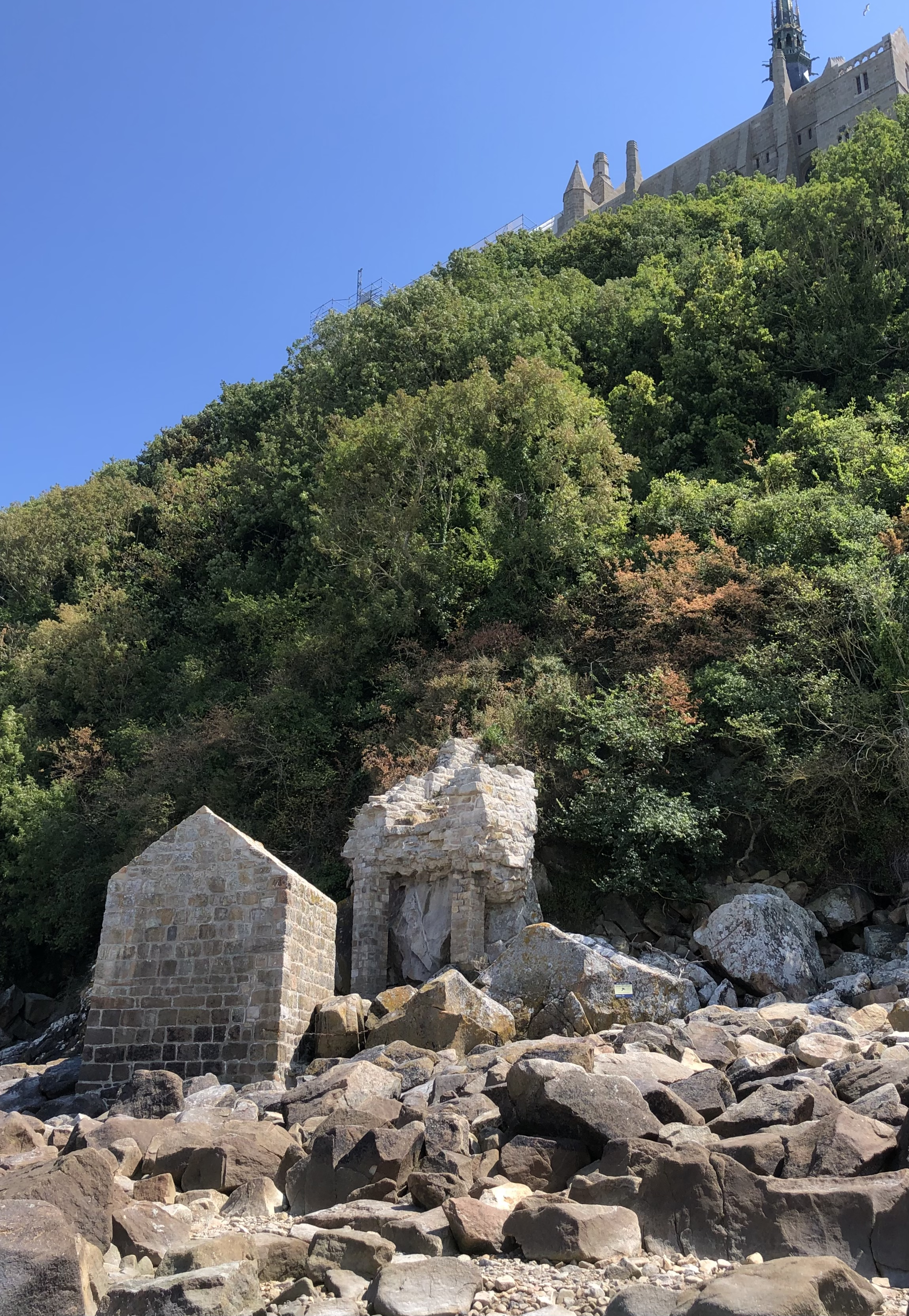
Brunnen Saint-Aubert, 2022

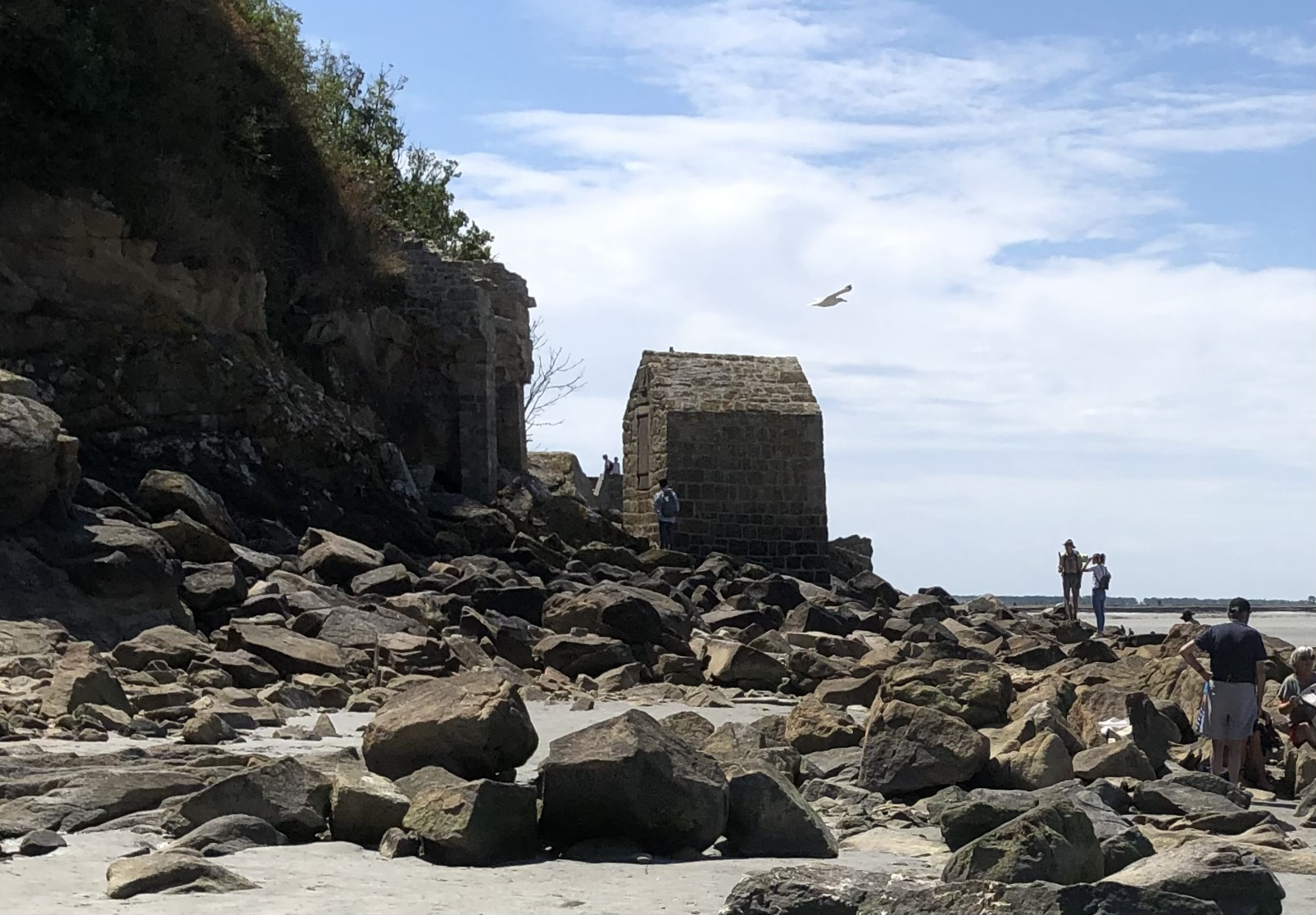
Blick von Osten

Der Brunnen Saint-Aubert (französisch Fontaine Saint-Aubert) ist ein Brunnen in der Gemeinde Le Mont-Saint-Michel in Frankreich.

## Lage
Der Brunnen befindet sich an der Nordseite des Mont Saint-Michel unmittelbar an der Küste, am Fuße des steil aufragenden Mont Saint-Michel.

## Architektur und Geschichte
Ursprünglich war der im 13. Jahrhundert befestigte Brunnen von einem zu seinem Schutz errichteten Wehrturm umgeben, der heute nur noch in ruinösen Resten erkennbar ist. Im Brunnen bestand eine bis in das 15. Jahrhundert zur Versorgung des Mont Saint-Michel genutzte Süßwasserquelle. Vom Kloster her führte eine Treppe zum Brunnen, die von hohen Mauern geschützt war. Der Name verweist auf den Heiligen Aubert von Avranches.
Einer Legende nach habe der Heilige Aubert intensiv um eine Quelle gebetet, da es auf Mont Saint-Michel weder einen Brunnen noch eine Zisterne gab. Daraufhin habe ein Engel einen Stein gezeigt, aus dem dann Wasser quoll. In späterer Zeit soll das Wasser heilende Wirkung gehabt haben.
Das heutige Brunnenhaus wurde 1757 errichtet. Inzwischen ist der Brunnen selbst jedoch versiegt.
Am 29. Dezember 1908 wurde der Brunnen als Monument Historique registriert. Er wird in der Liste der Monuments historiques in Le Mont-Saint-Michel unter der Nummer PA00110467 mit dem Status Classé geführt. Der Brunnen befindet sich in staatlichem Eigentum.